# ЗИЛ-4327
ЗИЛ-4327 — российский двухосный полноприводный (4×4) среднетоннажный грузовой автомобиль Московского автозавода имени Лихачёва. Производился в различных модификациях мелкосерийно — с 1998 года по 2003 год, с 2003 года по 2012 год — серийное производство.

## История создания
Двухосный автомобиль повышенной проходимости грузоподъемностью 4 тонны создали к 1993 году. Первоначально это был вариант грузовика ЗИЛ-433362 (база 3800 мм, двигатель ЗИЛ-508.10, 150 л. с.), который снабдили ведущими мостами с односкатными колесами, 2-ступенчатой раздаточной коробкой, лебедкой и другими агрегатами от ЗИЛ-131. В 1994 году появились прототипы ЗИЛ-4327 с дизелем ММЗ Д-245. В 1996 году был создан короткобазный (3340 мм) вариант ЗИЛ-432720 (он же до сертификации — ЗИЛ-5301ФА) грузоподъемностью 2,3 тонны с полукапотной кабиной и оперением от ЗИЛ-5301 «Бычок» и дизелем ММЗ Д-245. По заказу на него мог устанавливаться импортный дизель Caterpillar 3054 (135 л. с.). Впервые ЗИЛ-432720 был представлен на международной специализированной выставке «Безопасность-97» в Москве. С 1998-го ЗИЛ-432720 и его модификации начали выпускать небольшими партиями. К этому времени уже прошли испытания автомобили с навесными агрегатами для коммунального хозяйства немецкой фирмы Schmidt от Смоленского завода дорожных машин, также заказчикам предлагали установить на шасси комплект зимнего уборочного оборудования и пожарную автоцистерну АЦ-0,8-4 (5301ФБ) мод. ПМ-541, созданную ОАО «Пожтехника» из Торжка. С 2003 года автомобили семейства 4327 начали производить серийно.
В конце 2006 года ЗИЛ по заказу МО РФ построил армейский грузовик ЗИЛ-43274Н. Согласно предъявляемым требованиям он должен был буксировать различную прицепную технику, системы вооружения (минометы, артиллерийские орудия), перевозить боевой расчет, боеприпасы и снаряжение. Автомобиль оборудовали двойной кабиной от ЗИЛ-5301М2 и бортовой платформой. Поскольку задний свес был уменьшен, удалось улучшить профильную проходимость. Новый автомобиль мог перевозить грузы массой до 3 т. На ЗИЛ-43274Н установили турбодизель ММЗ Д-245.9 (Euro 2) мощностью 136 л. с.. Опционально грузовик комплектовался тросовой лебедкой.
С 2011 года автомобили повышенной проходимости семейства ЗИЛ-4327 стали комплектовать новыми агрегатами трансмиссии. Применявшиеся ранее на этих грузовиках раздаточные коробки и мосты от ЗИЛ-131 не производились заводом БАЗ с начала 1990-х. Поэтому их выпуск было решено наладить на предприятиях-филиалах ЗИЛа. Ведущие мосты производил ПЗА (Петровский завод автозапчастей), а раздаточные коробки — РЗАА (Рязанский завод автомобильных агрегатов).
Новые мосты с увеличенной грузоподъёмностью получили одноступенчатые редукторы вместо двухступенчатых, управляемые колёса получили больший угол поворота, а межосевой дифференциал заднего моста получил механизм принудительной блокировки. Вместо применявшегося прежде подключаемого переднего привода новая раздаточная коробка с симметричным межосевым блокируемым дифференциалом обеспечила постоянный привод на все четыре колеса. Кроме того, ЗИЛ-4327 получил модернизированный рулевой механизм с гидроусилителем ЗИЛ-RBL с повышенной точностью управления и сниженным усилием на руле. Автомобиль на новой агрегатной базе стал более маневренным и устойчивым, а за счёт использования «камазовских» шин и колесных дисков, а грузоподъёмность автомобиля стало возможно увеличить с 3,5 до 5 тонн.
В декабре 2012 года в семействе внедорожников ЗИЛ-4327 появилась новая модификация с бескапотной кабиной Sinotruk серии ZW2000 которая также устанавливалась на среднетоннажник ЗИЛ-4329В «Кентавр». Применение бескапотной кабины и увеличение габаритной длины базового ЗИЛ-43273Н на 0,2 м позволило увеличить размер грузовой платформы на 1 м. Также за счет применения новой кабины повысился комфорт водителя.
Автомобиль оснастили турбодизелем ММЗ Д-245.9Е3 мощностью 132 л. с., механической 5-ступенчатой коробкой передач, 2-ступенчатой раздаточной коробкой с межосевым дифференциалом, механизмом принудительной блокировки и ведущими 1-ступенчатыми гипоидными мостами. Электропневматический привод позволяет управлять «раздаткой» и механизмами блокировки межколёсного и межосевого дифференциалов. Передняя и задняя зависимые подвески с полуэллиптическими рессорами. Пневматическая двухконтурная система, с раздельным приводом барабанных тормозных механизмов колёс переднего и заднего мостов, дополнена АБС. На автомобиле установлена система регулирования давления воздуха в шинах.

## Модификации
- ЗИЛ-432700 — опытный образец бортового автомобиля с колесной формулой 4x4 с кабиной ЗИЛ-4331, база 4140 мм.
- ЗИЛ-432710 — опытный образец армейской версии бортового автомобиля с универсальной платформой с колесной формулой 4x4 с кабиной ЗИЛ-4331, база 4140 мм.
- ЗИЛ-432730 — опытный образец бортового автомобиля с колесной формулой 4x4 с двойной кабиной ЗИЛ-433104, база 4500 мм.
- ЗИЛ-441700 — опытный образец седельного тягача с колесной формулой 4x4 с кабиной ЗИЛ-4331, база 3800 мм.
- ЗИЛ-432720 (ЗИЛ-43272Н) — бортовой автомобиль с колесной формулой 4x4 с кабиной ЗИЛ-5301АО, база 3340 мм.
- ЗИЛ-432722 (ЗИЛ-43272Т) — шасси с колесной формулой 4x4 с кабиной ЗИЛ-5301АО, база 3340 мм.
- ЗИЛ-432730 (ЗИЛ-43273Н) — бортовой автомобиль с колесной формулой 4x4 с кабиной ЗИЛ-5301АО, база 4140 мм.
- ЗИЛ-432732 (ЗИЛ-43273Т) — шасси с колесной формулой 4x4 с кабиной ЗИЛ-5301АО, база 4140 мм.
- ЗИЛ-432740 — автомобиль с колесной формулой 4x4 с двойной кабиной ЗИЛ-5301АО, база 4140 мм.
- ЗИЛ-43274Н — бортовой автомобиль с колесной формулой 4x4 с двойной кабиной ЗИЛ-530104, база 4140 мм.
- ЗИЛ-43274Т — шасси с колесной формулой 4x4 с двойной кабиной ЗИЛ-530104, база 4140мм[3].
- ЗИЛ-43275Н — бортовой автомобиль с колесной формулой 4x4 с кабиной ЗИЛ-5301АА со спальным местом, база 4140 мм.
- ЗИЛ-43275Т — шасси с колесной формулой 4x4 с кабиной ЗИЛ-5301АА со спальным местом, база 4140 мм.